# كازويوكي فوجيتا
كازويوكي فوجيتا (باليابانية: 藤田 和之؛ مواليد 16 أكتوبر 1970) هو مصارع محترف ومُقاتل فنون قتالية مختلطة ياباني سابق.

## وصلات خارجية
- كازويوكي فوجيتا على موقع شيردوغ (الإنجليزية)
- كازويوكي فوجيتا على موقع Tapology.com (الإنجليزية)
- كازويوكي فوجيتا على موقع قاعدة بيانات المصارعة الدولية (الإنجليزية)
- كازويوكي فوجيتا على موقع CageMatch worker (الإنجليزية)
- كازويوكي فوجيتا على موقع قاعدة بيانات المصارعة على الإنترنت (الإنجليزية)
- كازويوكي فوجيتا على موقع IMDb (الإنجليزية)